# Лейтаун
Лейтаун (на английски: Laytown; на ирландски: An Inse) е село в североизточната част на Република Ирландия. Намира се в графство Мийт на провинция Ленстър.
Разположено е на брега на Ирландско море край устието на река Нани на около 50 km на север от столицата Дъблин и на 6 km на юг от град Дроида. Има жп гара от 25 май 1844 г. носеща името „Лейтаун и Бетистаун“ от 1913 г.
Заедно със съседните две села Бетистаун и Морнингтън при преброяването на населението жителите на трите села се отчитат като общ брой. Населението му заедно с Бетистаун и Морнингтън е 11 872 жители от преброяването през 2016 г.

## Фотогалерия
- ЖП гарата на Лейтаун и Бетистаун